# Tigertassen
Tigertassen är en utmärkelse inom musik i Sverige, som instiftades 1998 av Parken Zoo i Eskilstuna tillsammans med dåvarande riksorganisationen Folkparkerna i Sverige, numera "Folkets Hus och Parker".
Enligt stadgarna ska priset tilldelas till en "folkkär artist eller grupp som under många år glatt sin publik och som genom flitigt turnerande även varit tillgänglig för landsortens scener."
Priset tycks inte ha delats ut efter 2008.

## Vinnare
- 1999 – Magnus Uggla
- 2000 – Christer Lindarw
- 2001 – Lill-Babs
- 2002 – Jerry Williams
- 2003 – Kikki Danielsson
- 2004 – Lasse Berghagen
- 2005 – Siw Malmkvist
- 2006 – Sven-Ingvars
- 2007 – Robert Broberg
- 2008 – Babben Larsson[1]